# Bisdom Wichita
Het bisdom Wichita (Latijn: Dioecesis Wichitensis) is een rooms-katholiek bisdom met als zetel Wichita, in de Amerikaanse staat Kansas. Het bisdom is suffragaan aan het aartsbisdom Kansas City. 

## Geschiedenis
Het bisdom werd opgericht op 2 augustus 1887, uit delen van het bisdom Leavenworth, en was suffragaan aan het aartbisdom Saint Louis. Op 19 mei 1951 verloor het gebied bij de oprichting van het bisdom Dodge City. Op 9 augustus 1952 veranderde het van kerkprovincie en werd suffragaan aan het aartsbisdom Kansas City.  

## Parochies
Het bisdom had in 2022 een oppervlakte van 51.995 km2 en telde 994.875 inwoners waarvan 11,1% rooms-katholiek was.

## Bisschoppen
- James O’Reilly (9 augustus 1887 - niet in bezit genomen)
- John Joseph Hennessy (28 augustus 1888 - 13 juli 1920)
- Augustus John Schwertner (10 maart 1921 - 2 oktober 1939)
- Christian Herman Winkelmann (27 december 1939 - 18 november 1946)
- Mark Kenny Carroll (15 februari 1947 - 27 september 1967)
  - Leo Christopher Byrne (coadjutor: 11 februari 1961 - 31 juli 1967)
- David Monas Maloney (2 december 1967 - 16 juli 1982)
- Eugene John Gerber (17 november 1982 - 4 oktober 2001)
- Thomas James Olmsted (4 oktober 2001 - 25 november 2003; coadjutor sinds 16 februari 1999)
- Michael Owen Jackels (28 januari 2005 - 8 april 2013)
- Carl Alan Kemme (20 februari 2014 - heden)

## Galerij van afbeeldingen

Wapen van het bisdom
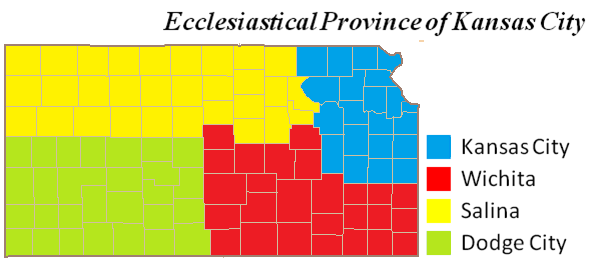
Kerkprovincie met aartsbisdom en suffragane bisdommen

Kansas City (aartsbisdom) · Dodge City · Salina · Wichita